# الکس گرس
الکس گرس (انگلیسی: Alex Grass؛ ۳ اوت ۱۹۲۷ – ۲۷ اوت ۲۰۰۹) کارآفرین، بازرگان و وکیل آمریکایی بود، که در سال ۱۹۶۲ شرکت رایت اید را تأسیس نمود.